# Uneasy Listening Vol. 2
Uneasy Listening vol.2 è una raccolta degli HIM realizzata nel 2007 dalla Sony BMG.

## Il disco
Contiene versioni speciali di canzoni già pubblicate in precedenti album e canzoni mai ufficialmente pubblicate prima su disco, ma già eseguite dalla band, tra cui alcune cover. Come per la precedente compilation, la copertina è opera dell'artista finlandese Natas Pop.

## Tracce
1. Buried Alive By Love (616 Version)* – 4:51
2. Rendezvous with Anus (Dein Arsch Ist Meiner, El Presidente Version) (Turbonegro cover) – 3:10
3. Sigillum Diaboli (Studio Live Evil) – 3:53
4. I Love You (Prelude to Tragedy) (White House Version) – 4:51
5. The Beginning of the End (Sad Damn Version) – 3:53
6. Again (Hollovlad Tepes)* – 3:17
7. Wicked Game (Live in Turku)* – 5:24
8. Soul on Fire (Erich Zann's Supernatural Remix) – 3:55
9. Beautiful (Hollovlad Tapes)* – 3:32
10. Endless Dark (616 Version)* – 4:10
11. Hand of Doom (Live in Turku) (Black Sabbath cover)* – 7:26
12. Right Here in My Arms (Live in Turku)* – 4:02
13. Sailin' On (Live in Turku) (Bad Brains cover) – 1:57
14. Pretending (Cosmic Pope Jam Version) – 8:00

* tracce inedite